# Micrathena gurupi
Micrathena gurupi là một loài nhện trong họ Araneidae.
Loài này thuộc chi Micrathena. Micrathena gurupi được Herbert Walter Levi miêu tả năm 1985.